# Elecciones al Congreso de los Diputados de abril de 2019 (Cádiz)
Las elecciones al Congreso de los Diputados de 2019 se celebraron en la provincia de Cádiz el domingo 28 de abril, como parte de las elecciones generales convocadas por Real Decreto dispuesto el 4 de marzo de 2019 y publicado en el Boletín Oficial del Estado el día siguiente. Se eligieron los 9 diputados del Congreso correspondientes a la circunscripción electoral de Cádiz, mediante un sistema proporcional (método d'Hondt) con listas cerradas y un umbral electoral del 3%.

## Resultados
Los comicios depararon 3 escaños al Partido Socialista Obrero Español, 2 a Ciudadanos Partido de la Ciudadanía, 2 a Podemos-IU-Equo y 1 al Partido Popular y a Vox.
| Candidatura                                          | Candidatura                                          | Votos   | %                                       | Escaños                                 |
| ---------------------------------------------------- | ---------------------------------------------------- | ------- | --------------------------------------- | --------------------------------------- |
|                                                      | Partido Socialista Obrero Español (PSOE)             | 209 535 | 31.50                                   | 3                                       |
|                                                      | Ciudadanos-Partido de la Ciudadanía (Cs)             | 131 149 | 19,71                                   | 2                                       |
|                                                      | Unidas Podemos (Podemos-IU-Equo)                     | 110 236 | 16,57                                   | 2                                       |
|                                                      | Partido Popular (PP)                                 | 99 142  | 14,90                                   | 1                                       |
|                                                      | Vox (Vox)                                            | 87 123  | 13,10                                   | 1                                       |
|                                                      |                                                      |         |                                         |                                         |
| Partido Animalista Contra el Maltrato Animal (PACMA) | Partido Animalista Contra el Maltrato Animal (PACMA) | 11 023  | 1,66                                    | 0                                       |
| Andalucía por Sí (AxSi)                              | Andalucía por Sí (AxSi)                              | 4260    | 0,64                                    | 0                                       |
| Partido Comunista Obrero Español (PCOE)              | Partido Comunista Obrero Español (PCOE)              | 2215    | 0,33                                    | 0                                       |
| Recortes Cero\|Grupo Verde (R0-GV)                   | Recortes Cero\|Grupo Verde (R0-GV)                   | 1604    | 0,24                                    | 0                                       |
| Partido Comunista del Pueblo Andaluz (PCPA)          | Partido Comunista del Pueblo Andaluz (PCPA)          | 806     | 0,12                                    | 0                                       |
| Votos válidos                                        | Votos válidos                                        | 657 101 | 100,00                                  | 9                                       |
| Votos nulos                                          | Votos nulos                                          | 8333    | Participación: · \| \| 69,36 % \| 5,26% | Participación: · \| \| 69,36 % \| 5,26% |
| Votantes                                             | Votantes                                             | 673 618 | Participación: · \| \| 69,36 % \| 5,26% | Participación: · \| \| 69,36 % \| 5,26% |
| Electores                                            | Electores                                            | 971 130 | Participación: · \| \| 69,36 % \| 5,26% | Participación: · \| \| 69,36 % \| 5,26% |
|                                                      | 69,36 %                                              |         |                                         |                                         |

## Diputados electos
Relación de diputados electos:
| N.º | Nombre                             | Lista | Lista          |
| --- | ---------------------------------- | ----- | -------------- |
| 1   | Fernando Grande-Marlaska Gómez     |       | PSOE           |
| 2   | María del Carmen Martínez Granados |       | Cs             |
| 3   | Noelia Vera Ruiz-Herrera           |       | Unidas Podemos |
| 4   | Eva Bravo Barco                    |       | PSOE           |
| 5   | María José García-Pelayo Jurado    |       | PP             |
| 6   | Agustín Rosety Fernández de Castro |       | Vox            |
| 7   | Juan Carlos Campo Moreno           |       | PSOE           |
| 8   | Francisco Javier Cano Leal         |       | Cs             |
| 9   | Juan Antonio Delgado Ramos         |       | Unidas Podemos |